# Église Saint-Martin du Plessier-Rozainvillers
L'église Saint-Martin du Plessier-Rozainvillers est située sur le territoire de la commune du Plessier-Rozainvillers dans le département de la Somme à environ 25 km au sud-est d'Amiens.

## Histoire
L’église Saint-Martin est construite au XVe siècle. Endommagée en 1918 lors de la Bataille d’Amiens, elle a été en partie reconstruite dans les années 1920.

## Caractéristiques

### Extérieur
Construite en craie, excepté les contreforts et la façade refaite en brique après la Première Guerre mondiale. Son plan reprend le plan basilical traditionnel, l’église ne comporte pas de transept. La nef à deux bas-côtés comporte trois travées. La nef est éclairée par les baies flamboyantes des bas-côtés. Le chœur se termine par une abside à trois pans.
Une tour-clocher quadrangulaire flanque l’édifice au nord à la jonction du chœur et de la nef. Sa partie supérieure a été refaite après la Grande Guerre. Le clocher est coiffé d’une toiture terminée par une flèche recouverte d’ardoise.
La façade et son avant-corps ont été refaits en brique durant l’entre-deux-guerres. Le tympan du portail est décoré d’une sculpture représentant la Charité de saint Martin.

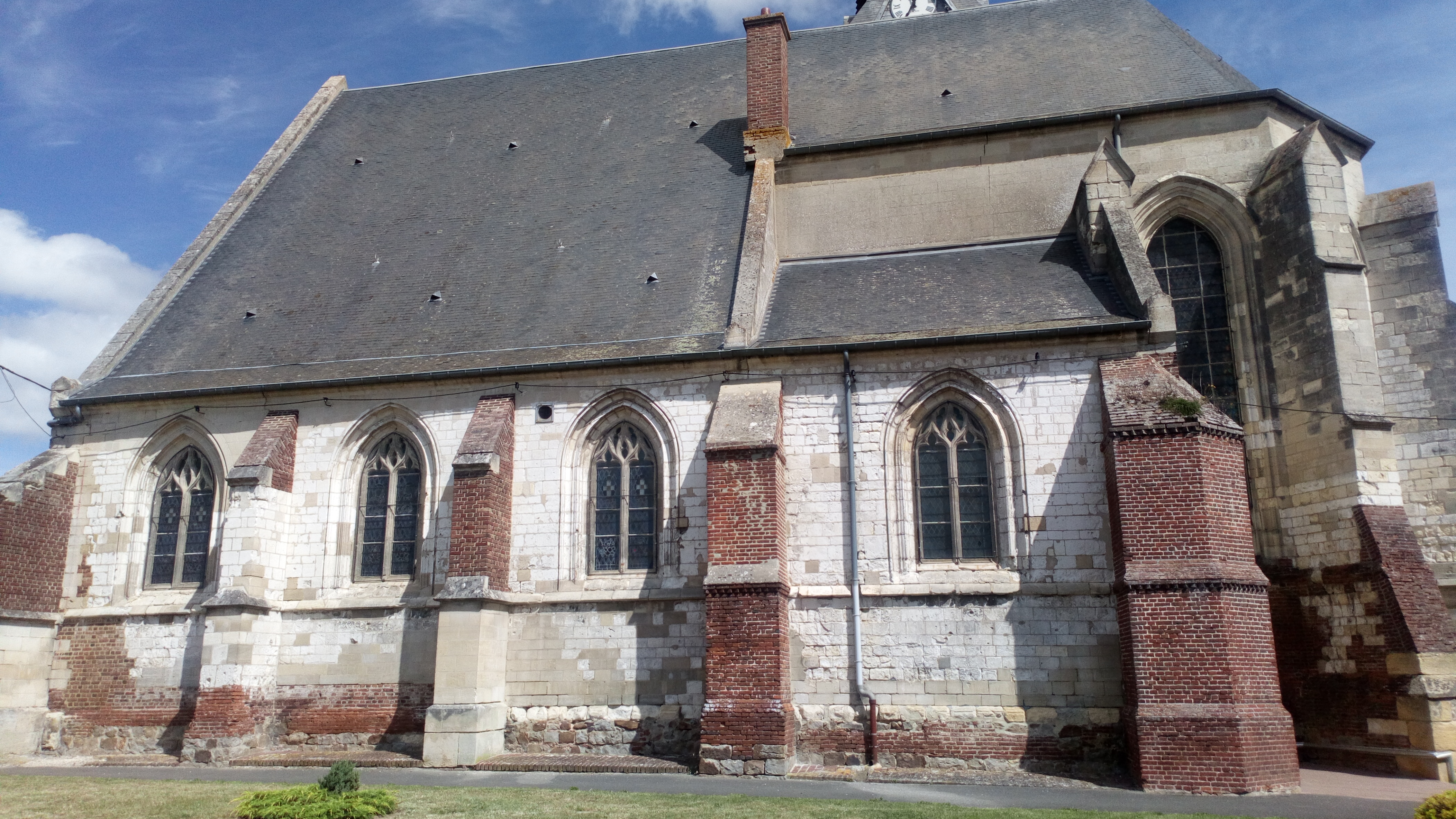
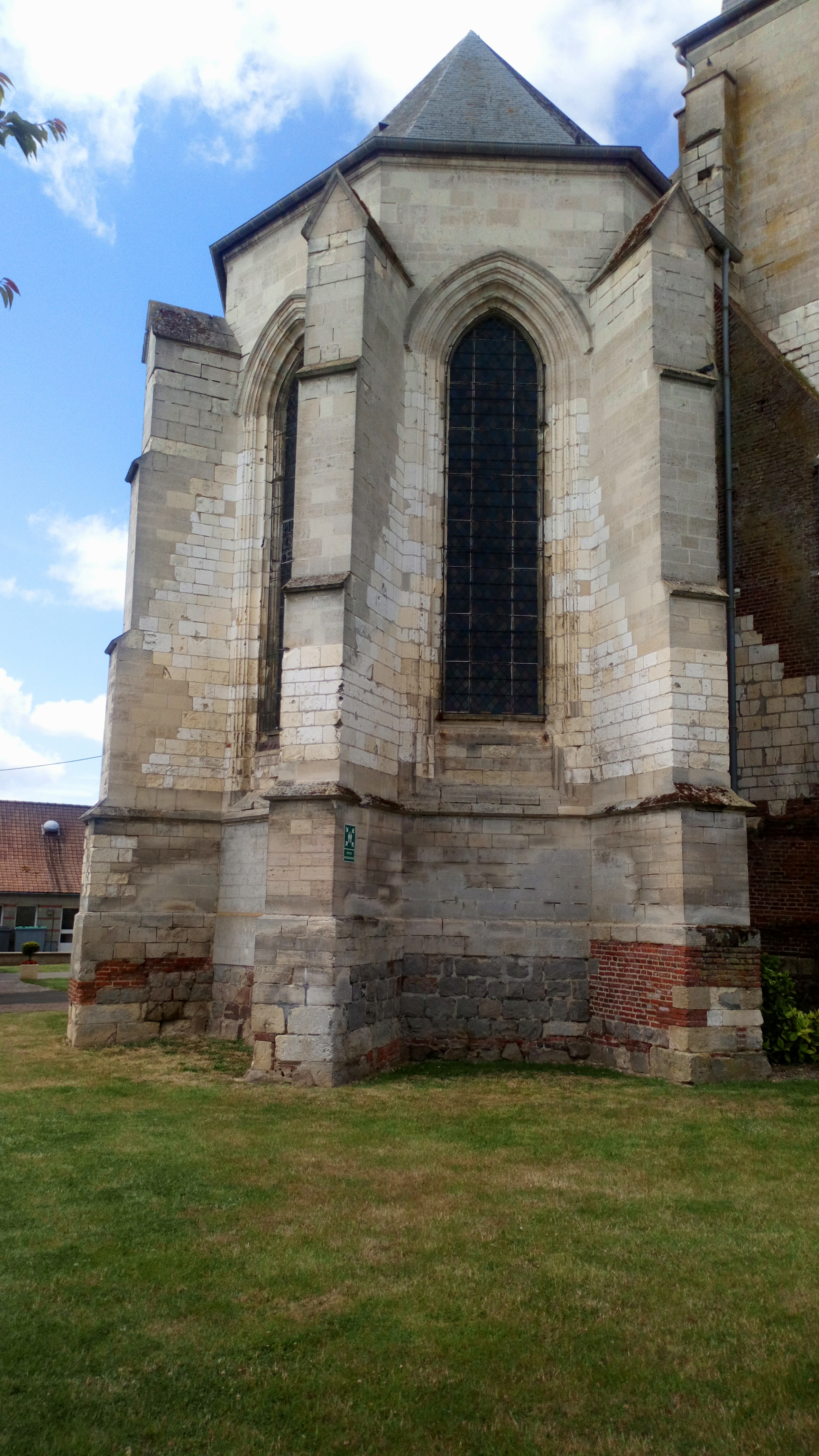
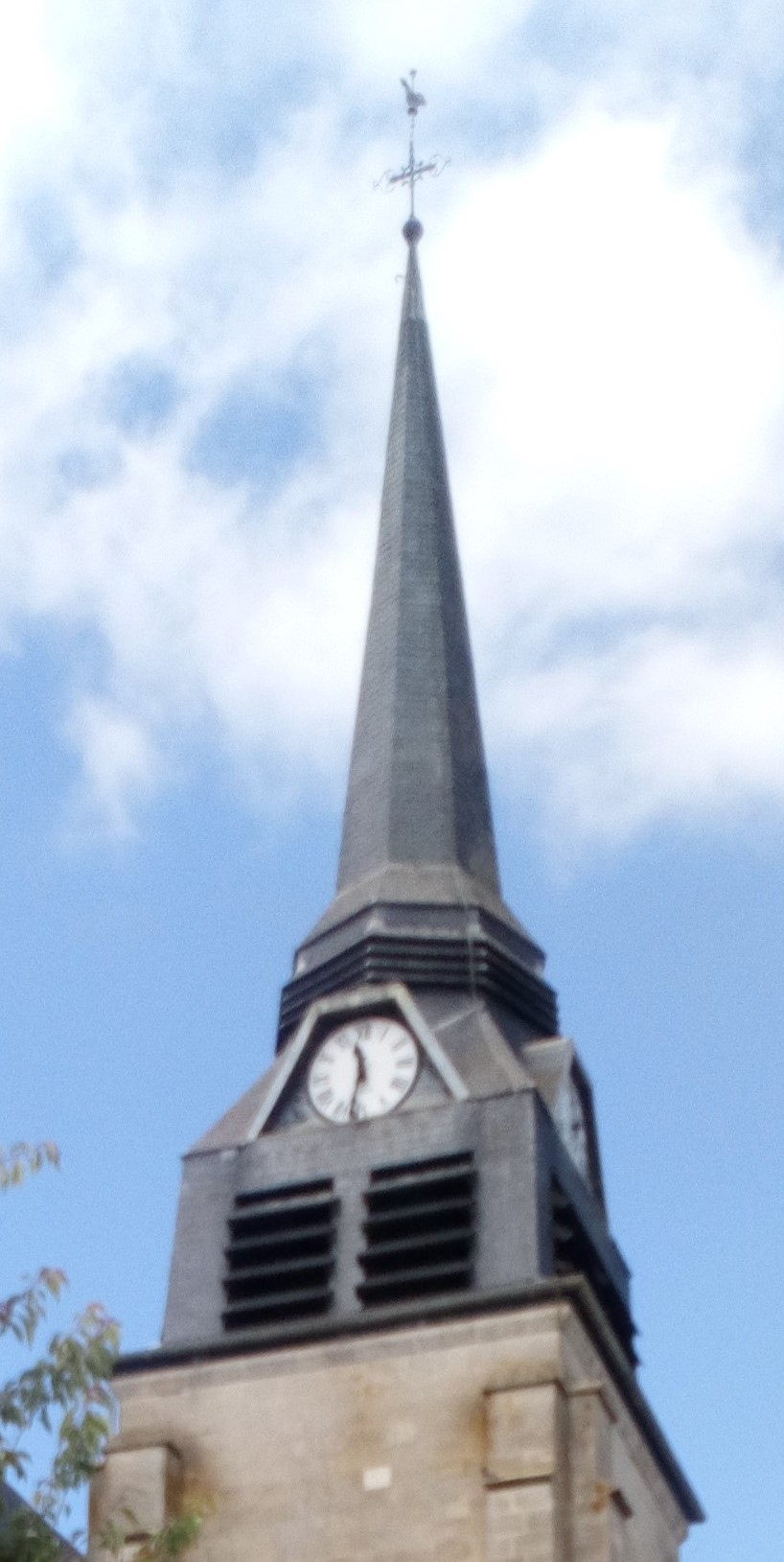

### Intérieur
L’église conserve des sculptures en bois du XVIIIe siècle de la Vierge et de l'évêque Saint Aubin, ainsi qu'un bas-relief en bois, également du XVIIIe siècle, du  Christ au Jardin des Oliviers. Des verrières ont été réalisées en 1934 par Jean Hébert-Stevens et Pauline Peugniez,,,,,,,,,,.